# 暴動小貓
暴动小猫（英語：Pussy Riot），又译造反猫咪、小猫暴动，是一支俄罗斯女性主义朋克乐队。乐队成立于2011年8月，由约12名成员组成，成员头戴颜色鲜艳的头套，并在露面时只使用化名。她们经常在各大景点举办有关俄罗斯政治生活的行为艺术表演，都未经政府批准。这些表演编辑成影片后在互联网上公布。
2012年2月21日，乐队的5个成员在莫斯科的基督救世主主教座堂的祭坛举行了一场反对普京和俄罗斯正教会的名为“朋克祈祷”的非法演出。表演被教堂安保人员制止。
3月3日，其演出影片出现在互联网上后，乐队的两名成员娜杰日达·托洛孔尼科娃和玛丽亚·阿廖希娜被控犯有扰乱公共秩序、冒犯宗教信徒和“流氓行为”等罪名而遭到逮捕。3月16日，另一名成员葉卡捷琳娜·萨穆特謝維奇也被逮捕。8月17日莫斯科塔干斯基地区法院作出判决，分别判处3名成员2年徒刑，罪名是在教堂实施“流氓行为”。10月10日，上诉后，葉卡捷琳娜·萨穆特謝維奇因缓刑而被释放，另外两名成员维持原判。
据报道，另外两个乐队成员担心被起诉已经离开俄罗斯。对Pussy Riot的审判和定罪引起了相当多的特别是西方的批评。而俄罗斯舆论则普遍不同情乐队成员。
2013年12月19日，国家杜马批准了一个大赦令，托洛孔尼科娃和阿廖欣娜预计将被释放。12月23日，两名成员服刑21个月后获得释放。
2018年世界杯决赛上，暴动小猫成员在比赛进行途中衝入球场抗议，導致比賽一度中斷。
2022年4月，暴动小猫团长玛丽亚·阿廖欣娜因普京在同年二月開始全面入侵乌克兰时加强对异议者镇压而逃离俄罗斯。

## 起源，音乐风格和意识形态

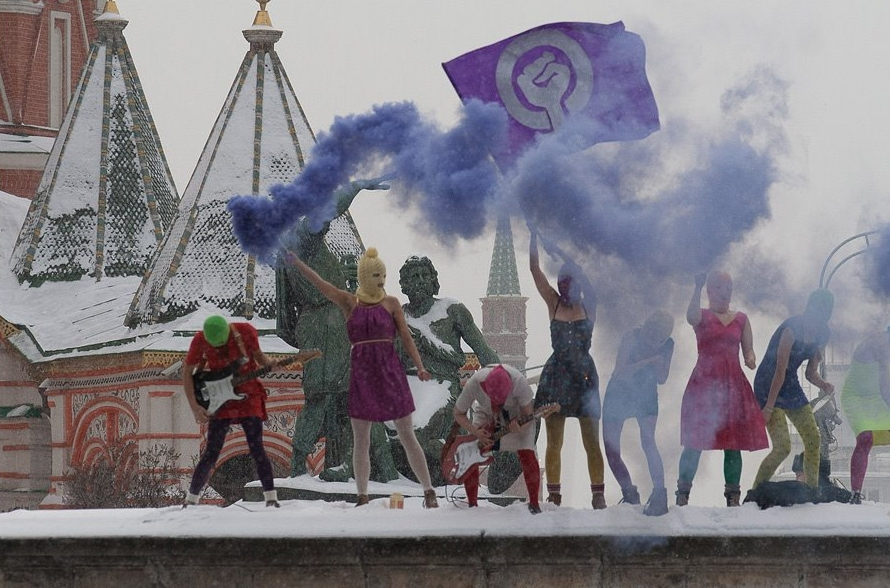
2012年1月20日在红场的表演

Pussy Riot是一支成立于2011年8月的女子朋克乐队，乐队名用拉丁字母"Pussy Riot"（而不是用俄语的西里尔字母）。俄罗斯媒体通常也用"Pussy Riot"来称呼，但有时会转写为"Пусси Райот"。包括12个表演者和约15个负责技术问题的人员来进行拍摄、编辑和在互联网上发布她们的视频的工作。她们表演时通常穿着颜色鲜艳的裙子和连裤袜，即使在寒冷的天气中也不例外。她们的面孔都被头套掩盖。在接受采访时使用化名，例如"Balaclava"，"Cat"，"Seraph"，"Terminator"和"Blondie"。
乐队成员说她们的的音乐主要受到朋克摇滚乐队Angelic Upstarts，Cockney Rejects，Sham 69和The 4-Skins的影响。还从美国朋克乐队比基尼杀戮，Karen Finley和Riot grrrl在20世纪90年代的运动中得到灵感。
乐队成员托洛孔尼科娃，她的丈夫Pyotr Verzilov和乐队成员萨穆特瑟维奇曾经是无政府主义艺术组织"Voina"的成员，2009年分裂出来形成了自己的团体，总部位于莫斯科，名字也叫"Voina"，而Pussy Riot通常被认为是这一团体的分支。Pussy Riot首次亮相是在2011年10月，托洛孔尼科娃和萨穆特瑟维奇对Voina成员的关于“朋克主义”的演讲上她们演唱了歌曲Ubei sexista（杀了性别歧视），并说她们是“一个新的俄罗斯朋克乐队Pussy Riot”。
音乐表演团体是有组织的，部分是由于愤怒，她们认为政府的政策，是对妇女的歧视。理由是立法“限制合法堕胎”。她们的共同创办人说，Pussy Riot是“全球反資本主義运动，其中包括无政府主义者，托洛茨基主义者，女权主义者和自治主义者的一部分。”

## 在救世主大教堂的活动

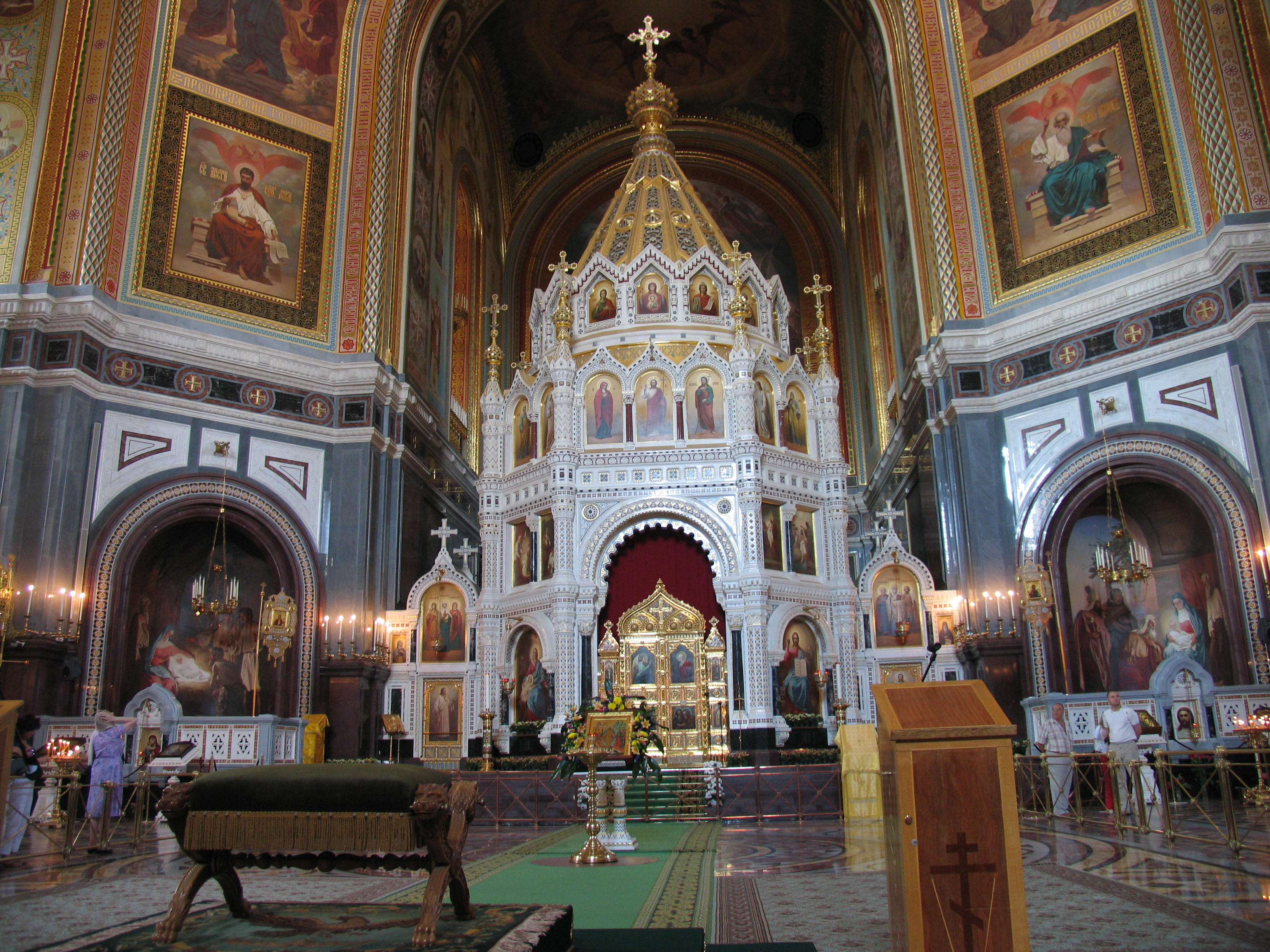
救世主大教堂内部

2012年2月21日，为了反对重新选举普京为总统，五位成员进入在莫斯科的俄罗斯东正教的救世主大教堂，此时只有少数教友在教堂里。她们脱下冬季服装，套上头套，越过祭坛并开始表演，这些行为后来被乐队描述为“朋克祈祷”。在不到一分钟的时间后，她们被大楼外的警卫送出教堂。表演后来被制作成视频短片 （页面存档备份，存于）传到网上，在歌曲中，她们援引圣母玛利亚的名字，并强烈要求她摆脱俄罗斯总理弗拉基米尔·普京并“成为一个女权主义者”。她们用粗暴的语言攻击普京和俄罗斯东正教会莫斯科大牧首基里尔一世。

## 逮捕和起诉
2月26日，一宗对乐队的成员在基督救世主大教堂对信徒和牧师大声辱骂的刑事案件被公开。2012年3月3日，两名Pussy Riot的成员玛丽亚·阿廖希娜和娜杰日达·托洛孔尼科娃被俄罗斯当局逮捕，并被控流氓行为。两人最初否认是乐队成员，并开始绝食，抗议被关押在监狱远离她们年幼的孩子直到四月的审判。3月16日，另一名女子葉卡捷琳娜·萨穆特謝維奇在此前证人被质疑的情况下，同样被捕，并被指控。
被捕的Pussy Riot的三名成员被团结联盟与政治囚犯（SPP）确认为政治犯。国际特赦组织称她们为良心犯，原因是由于“俄罗斯当局反应”的严重程度。
3月21日在一个礼拜仪式上基里尔一世谴责Pussy Riot的行动是一种亵渎的行为。
6月4日，正式对三人起诉，起诉书有2,800页。
7月21日，法院通过进一步的6个月延长审前拘留。

## 审判，定罪和判刑
7月30日在莫斯科塔干斯基地区法院开始对三女人的审判。她们被控犯有扰乱公共秩序、冒犯宗教信徒和“流氓行为”等罪名，刑期最高可达7年监禁。早在7月，在莫斯科进行的民意调查发现，有一半的受访者反对审判，而只有36％的人支持，其余未定。在访问奥运会期间俄罗斯总统普京说，关于乐队的抗议是“没事找事”，但他补充说：“不过，我不认为她们应该受到如此严厉的判决。”“我希望法院将作出有充分理由的正确的决定。”
被告不认罪，坚持认为她们的抗议不具有冒犯性。8月15日，示威者聚集在基督救世主大教堂表达对Pussy Riot的支持。
Pussy Riot说她们的抗议，是一种政治表达。但检察官说，乐队试图对东正教教堂“煽动宗教仇恨”。
2012年8月17日，三人都被判罪名成立，被判处两年监禁。法官说，她们“粗暴地破坏了社会秩序”，她们的抗议，呈现出对信徒“完全缺乏尊重”。辩护律师称他们将上诉，但判决被推翻的机会不大。
托洛孔尼科娃说：“我们的被监禁作为一个清晰和明确的迹象，表明自由已经从整个国家被带走。”反对党领袖Sergei Udaltsov支持乐队抗议，而被警方拘留。前国际象棋世界冠军和反对党成员加里·卡斯帕罗夫，试图观看判决，而被警方逮捕。
俄罗斯东正教教会说Pussy Riot采取的行动是“数以百万计的人”的进攻，希望他们不要再重复亵渎的行动。
一些克里姆林宫的支持者强烈批评作出的判决，前财政部长阿列克谢·库德林说，它的处理“是对法院制度和公民信任的又一打击。”“这个国家的形象和吸引力在投资者眼中已经遭受的巨大损害”。普京总统回应，在他看来，该裁决是必要的，因为迫害基督徒的事情在苏联的历史上有很多。普京认为，宗教组织尤其应该受到保护，因为“国家的初期有非常不好的回忆，苏联统治时期有数量庞大教堂遭受摧毁，我们的传统信仰遭受了巨大的损失。”
2012年10月10日，萨穆特瑟维奇的辩护律师争辩说，她的当事人其实并没有致力于在教会的流氓行为。法院接受这种说法，判决萨穆特瑟维奇2年缓刑并释放，但驳回了托洛孔尼科娃和阿廖欣娜的上诉。

### 反应
美国和欧盟国家的外交部门称判决“不成比例”。

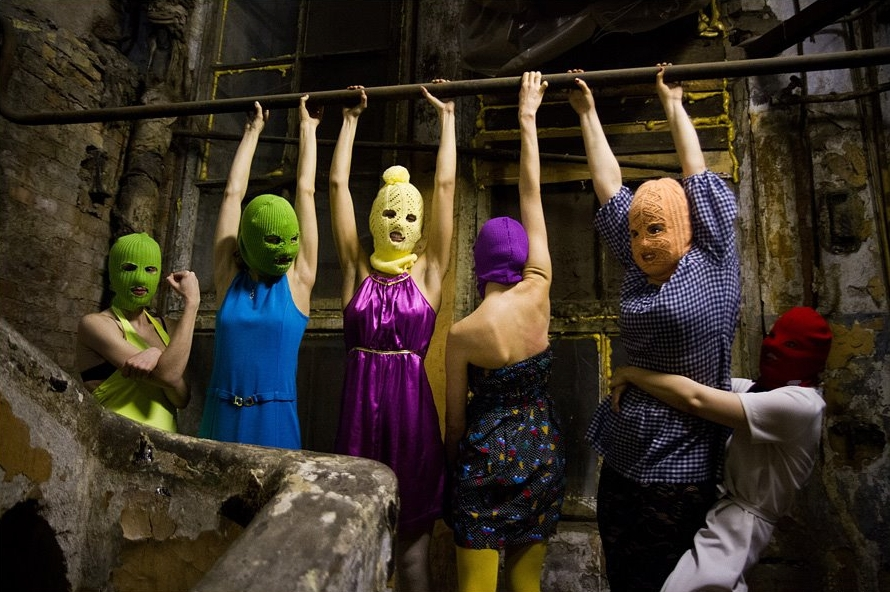
Pussy Riot成员

据BBC监测，在欧洲和美国的媒体有对三个成员两年监禁判决的“几乎是普遍的谴责”。虽然许多报纸的社论和评论专栏都批评在大教堂的表演，但很少有认为2年徒刑的判决是适当的惩罚，而应该被视为一个公众秩序罪处以罚款或社区服务。
国际特赦组织称这次判决“是对言论自由的一个沉重的打击”。人权观察的Hugh Williamson指出，“指控和判决是扭曲了事实和法律，这些妇女不应该被控以仇恨造成的犯罪，并应立即释放。
加拿大外交部长白諤德的新闻秘书说：“加拿大的价值观，包括自由，民主，人权和法治，促使我们就此事与俄罗斯当局进行对话。”美国国务院要求俄罗斯“审查这一案件，并确保坚持言论自由的权利。”美国总统奥巴马表示失望，并在白宫说：“我们严重关切这些年轻女性在俄罗斯司法系统所受到的待遇。”
莱赫·瓦文萨批评了她们的表演，他说：“我不支持的处罚，我不希望审查，但在一个圣域做出这样离谱的行为，是对信仰的罪行。”然而，他仍写信给普京敦促他赦免三名女性。
2012年9月13日，俄罗斯总理德米特里·梅德韦杰夫呼吁她们应早日获释，他说她们等待审判的时间已经是足够的惩罚，并称进一步监禁将得到“适得其反”的效果。

#### 俄罗斯舆论
法院的判决在俄罗斯引起了小的轰动。
列瓦达中心进行了一系列的民意调查，对全国45个城市共1600位俄罗斯人的调查中42％的人相信Pussy Riot是因为侮辱圣地东正教教堂和信仰而被逮捕；同时，29％的人将它看做一般的流氓行为，而只有19％的人认为它是作为反对普京的一种政治抗议。总体意见表现对于Pussy Riot持负面或漠不关心的态度，只有6％的人同情Pussy Riot，而41％的人表示对她们反感，44％的人认为审判是“公平和公正的”，而17％的人认为事实并非如此。86％的受访者赞成某种形式的惩罚，而5％的受访者表示她们不应该受到惩罚。认为2至7年的监禁适当的占33％，而43％的人认为两年或两年以上是惩罚过度，另有15％的受访者表示，被告不应该在法庭上被起诉。
公众的保守受到许多俄罗斯评论员的批评。列瓦达中心主任Lev Gudkov认为调查结果说明大多数俄罗斯人获得信息的渠道是电视，并因此得知按照国家的“官方版本”的事件。Exovera媒体分析公司指出，所谓“祈祷”显然激怒了一些民众。研究人员指出，象征性的大教堂，在1930年代被斯大林主义者推倒，在这可能扮演了重要角色。

#### 国际支持
许多艺术家，政治家，音乐家表示支持释放Pussy Riot，或对他们的审判的公正性表示关注，包括（名字按字母顺序排列）：
- ...And You Will Know Us by the Trail of Dead[65]
- Anti-Flag[66]
- 回答樂團[67]
- 朱利安·阿桑奇[68]
- Austra[69]
- 布莱恩·亚当斯[70]
- Justin Vivian Bond[71]
- 野獸男孩[67]
- 比约克[72]
- Vratislav Brabenec[73]
- 约翰·凯尔[73]
- 賈維斯·卡克[74]
- 肯妮·貝兒[74]
- Cornershop[74]
- Faith No More[75]
- Johanna Fateman[71]
- 法蘭茲·費迪南[66]
- Karen Finley[71]
- 史蒂芬·弗莱[76]
- 彼得·蓋布瑞爾[77]
- 創世紀樂團[66]
- Jón Gnarr[78]
- 绿日乐队[79]
- 尼娜·哈根[67][80]
- Kathleen Hanna[81]
- Peter Hammill[82]
- The Joy Formidable[74]
- Alex Kapranos[74]
- Warren Kinsella[83]
- 马克·诺弗勒[84]
- 蓋迪·李[85]
- 寇特妮·洛芙[86][87]
- 麥當娜[88]
- 強尼·馬爾[74]
- Ana Matronic[89]
- 保罗·麦卡特尼[67]
- Eileen Myles[71]
- Kate Nash[74]
- 小野洋子[77]
- Peaches[75]
- Iiro Rantala[66]
- 嗆辣紅椒[90]
- Refused[67]
- Rise Against[66]
- JD Samson[71]
- 艾莉西亞·席薇史東[91]
- 帕蒂·史密斯[92]
- 史汀[90]
- 翁山蘇姬[93]
- 塞尔日·坦基扬[94]
- Neil Tennant[74]
- 皮特·汤申德[74]
- Zola Jesus[67]

虽然得到源源不断的支持，Pussy Riot的成员仍然远离西方艺术家，并重申反对资本主义模式的艺术商品消费
德国联邦议院120名成员的一封信被送到俄罗斯驻德国大使Vladimir Grinin手上，信中说对于三名女性的判决是不相称的极其严厉的。2012年8月9日，400名Pussy Riot的支持者在柏林游行，戴着有色绒帽，表示支持该乐队。英国影子内阁外交事务大臣Kerry McCarthy也表示支持Pussy Riot。

#### 抗议

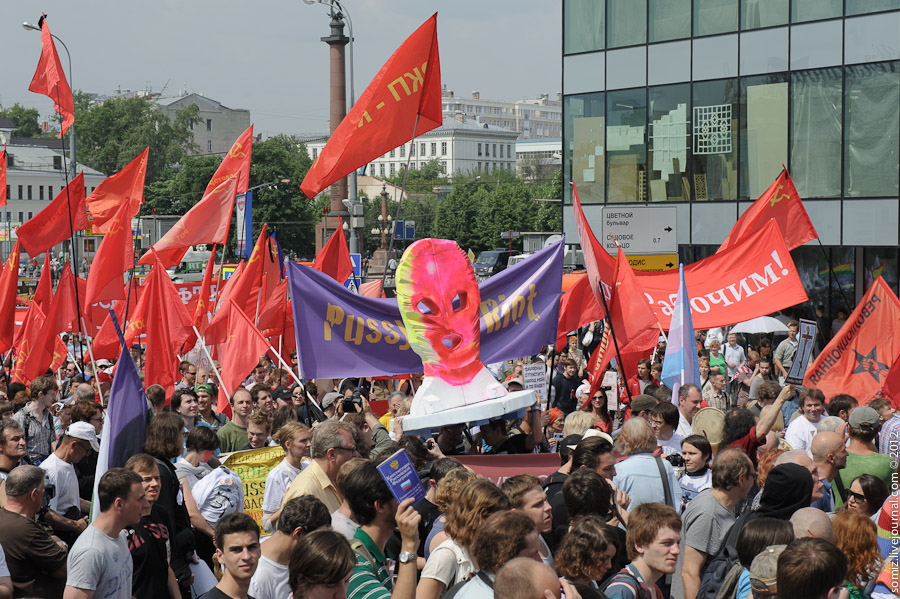
2012年6月在莫斯科的抗议

判决宣布后在世界各地举行了许多抗议活动。国际特赦组织宣布8月17日举行“Pussy Riot全球公益日”活动。人们聚集在纽约市，科洛·塞维尼，Karen Finley和其他一些人宣读声明支持被定罪的乐队成员。在保加利亚，人们戴着类似的面具，在前苏联雕塑前抗议。大约有100人在多伦多的俄罗斯领事馆外抗议。在爱丁堡，艺术节的表演者宣读审判的证词。在塞尔维亚，极右翼活动家Nasi发布了一个关于Pussy Riot的电子游戏，并支持对于她们的监禁。同时，爱沙尼亚程序员推出一个互联网游戏“愤怒的小鸟”的模仿版，以取笑俄罗斯当局。
8月19日，有3人穿着五颜六色的衣服，戴着头套，来到德国有名的科隆主教座堂举行抗议活动。1名20岁的女子和两名23岁和25岁的男子高喊口号，手举一面旗帜，上面用英文写着“释放Pussy Riot和所有囚犯”。示威者被教堂人员匆忙带走，并被指控犯有破坏和平，扰乱宗教设施的罪名。当地的报纸报道说，“扰乱宗教设施”可能会导致罚款或长达三年的监禁。

#### 紧张局势升级
至少在四个地点的俄罗斯东正教十字架被砍倒。执政的统一俄罗斯黨发言人称这些事件是来自于对于Pussy Riot的模仿。保守的东正教激进分子也举行小型反示威活动，并喊着口号，如“你们要悔改”，“为什么你们恨俄罗斯人？”一间艺术博物馆策划的画廊被Pussy Riot的支持者入侵。
Pussy Riot的支持者破坏了格鲁吉亚首都第比利斯的教堂，他们在墙上画了关于女权主义者Saint Nino的漫画，并用英语写了“释放Pussy Riot”的话。据一些目击者说，同样的漫画在格鲁吉亚东正教堂附近街道的墙壁上也有。

#### 凶杀案
2012年8月30日，两名被杀害的女性，一对母女的尸体被发现在鞑靼斯坦共和国喀山。公寓的墙壁上发现使用受害者的血液书写的“自由！Pussy Riot”的英文大写字母。最初有一些猜测，包括Pussy Riot的支持者或俄罗斯秘密人员务以某种方式参与了谋杀案，然而，在第二天一位38岁的教授在喀山联邦大学被拘捕，他对杀人事实供认不讳。他说，他留下这些信息是为了分散警方的注意力。

## 抗議事件

### 2018年世界盃決賽
2018年7月16日，暴動小貓的部分成員在2018年國際足總世界盃決賽，法國與克羅埃西亞的比賽中闖進球場，使賽事一度中斷。事後暴動小貓在社群網站上證實鬧場行為是他們所為，當天是俄羅斯詩人、異議人士德米特里·普里戈夫逝世十一周年，訴求俄羅斯政府釋放政治犯、終止非法逮捕、准許政治集會、不再杜撰犯罪指控等。

## 批评

### 宗教信徒
负责俄罗斯东正教会与社会合作的主教会议部主席Vsevolod Chaplin指责Pussy Riot的亵渎行为侮辱了信徒，并将信徒和无神论者之间的仇恨点燃。
2012年8月18日，一个保守的基督教团体成员Janice Shaw Crouse在杂志上发表文章，称Pussy Riot事件使得基督教在俄罗斯和美国受到更广泛的攻击，她说：“很明显能从三名俄罗斯女权主义者审判的闭幕发言中看出，她们并不后悔自己的行为，其实，她们认为自己是受害者，而不是诋毁基督徒的人。”
美国神学家Abbot Tryphon认为Pussy Riot是一个简单的靠创造丑闻谋生的团体。这不是对普京的攻击，而是主教和教会的攻击。他还指出，没有人有权利“践踏神圣”。
然而，一位教堂的圣器保管员Mikhail Ryazantsev神父称，Pussy Riot并没有玷污祭坛，教堂的神圣是没有必要的。

## 赦免
2013年12月19日，国家杜马批准了一项大赦各种犯人的命令。赦免那些因为非暴力犯罪而入狱服刑的有孩子的女犯人。托洛孔尼科娃和阿廖欣娜都有孩子，预计她们会被释放。2013年12月23日她们被证实已经出狱。阿廖欣娜出狱后与一些人权活动家会面。
“我们并没有要求这样的赦免。我可以在监狱里待到最后，不需要普京这样的怜悯。”玛丽亚·阿廖欣娜在出狱后接受《纽约时报》采访时说，“我认为这是政府为了改善索契冬奥会的形象，尤其是对于西欧的人们。但我不认为这是种人道或仁慈的行为，而是一个谎言。”

## 专辑
- 《杀死性别歧视者》（俄語：Убей сексиста）（2012）